# Брест (аэропорт, Беларусь)
Аэропорт Брест — аэропорт в Белоруссии. Расположен вблизи города Бреста. Аэропорт находится в 15 км к востоку от центра города, между деревней Шебрин (с юга) и автомагистралью М1 (с севера)

## История
Первая очередь аэропорта была построена в 1976 году.
8 ноября 1986 года был введен в эксплуатацию аэровокзальный комплекс.
Аэропорт первой категории, имеет одну взлётно-посадочную полосу длиной 2620 м и шириной 42 м, которая позволяет принимать тяжёлые авиалайнеры, взлётным весом до 191 тонн. В 1999 году аэропорту присвоен статус международного. В аэропорту имеется таможенный склад временного хранения.
Аэропортовый комплекс, пропускной способностью 440 пассажиров в час включает в себя камеры хранения, медпункт, комнату «матери и ребёнка», гостиницу на 50 мест с автостоянкой (после ремонта в 2016 г.). Также, для обслуживания пассажиров на платной основе имеется V.I.P.-зал, в котором предоставляются услуги по регистрации на рейс, приёму-получению багажа, прохождению пограничного и таможенного контроля и доставке пассажиров на борт воздушного судна.
Аэропорт круглый год обслуживает грузовые воздушные суда (Ил-76, Ан-12, Ан-26) белорусских и российских авиакомпаний (таких как ТрансАвиаЭкспорт, Руби Стар, Генекс), а также чартерные пассажирские и грузовые перевозки зарубежных авиакомпаний.
В мае 2017 года была начата плановая реконструкция ВПП (первая очередь), которая завершилась в июле 2018-го. В ходе реконструкции были изменены карманы для разворота самолетов в торцах ВПП , увеличившие свои размеры и изменившие форму (с полукруглых на трапецеидальную), заменено асфальтобетонное покрытие и увеличена его прочность. Также был полностью заменен ограждающий забор по периметру аэропорта и установлено новое светосигнальное оборудование фирмы Siemens (по курсу ВПП 290°) Вторая очередь реконструкции началась в июле 2018 года и включала в себя замену асфальтобетонного покрытия стоянок для ВС , нанесение новой разметки на ВПП и перрон, частичную реконструкцию аэровокзального комплекса, стоянки легковых автомобилей для пассажиров и гостей аэропорта. Полную реконструкцию планируется завершить к 2020 году. Также, были введены в эксплуатацию новые трапы, топливозаправщик и машина для противообледенительной обработки воздушных судов. 
В связи с реконструкцией в аэропорту, расширением города и быстрым ростом населения Бреста и его окрестностей, повысился интерес к аэропорту со стороны потенциальных пассажиров Бреста и, как следствие, туроператоров и инвесторов. В начале 2019 года начались активные переговоры по привлечению бюджетных авиакомпаний из-за рубежа в Брест, а также открытию регулярных авиасообщений с такими городами как Москва, Варшава, Мюнхен, Киев. Но для привлечения low-cost авиакомпаний требуется взаимный туристический поток, то есть город Брест и его окрестности должны обладать достаточной туристической привлекательностью для максимальной загрузки воздушных судов бюджетных авиалиний в двух направлениях. Основной уклон при планировании регулярных авиасообщений с вылетами из аэропорта «Брест» делается на «стыковочные» рейсы в крупные аэропорты для возможности связи Бреста со многими городами мира «по воздуху».
Аэропорт Брест находится в процессе присоединения к программе «Договор по открытому небу». Но из-за отсутствия заинтересованности со стороны «Белаэронавигации», которой подчиняется местный аэропорт, и монополии авиакомпании «Belavia», переговоры затягиваются.
Брестская воздушная гавань пользуется большой популярностью у местных спортивных клубов. Футбольный клуб Динамо-Брест и Брестский гандбольный клуб имени Мешкова регулярно пользуются услугами аэропорта.
По состоянию на июнь 2019 года, из брестского аэропорта осуществляются вылеты по шести чартерным программам: Бургас, Анталия, Хургада , Шарм-эш-Шейх, Энфида, Тиват и 1 регулярный (сезонный) рейс в Калининград.
В 2024 году авиакомпания «Belavia» открыла из Бреста регулярный рейс в Москву.

## Принимаемые типыВС
Ан-12, Ан-24, Ил-76, Ту-134, Ту-154, Як-40, Як-42, ATR 72, Embraer E-Jet , Airbus A310, Airbus A319, Airbus A320, Airbus A321, Boeing 737-500(-800), Boeing 757-200 , Boeing 767, Boeing 767-200, Boeing 767-200ER , Boeing 767-300 и др. типы ВС 3-4 класса и некоторые ВС 5 класса, вертолёты всех типов. Классификационное число ВПП (PCN) 42/R/B/X/T.

## Галерея
- Посадка транспортного самолета Ил-76 в аэропорту Бреста
- Boeing 737 в старой ливрее Belavia в аэропорту Брест
- Ан-26 в аэропорту Бреста напротив силуэта города
- Boeing 737-500 и Bombardier CRJ200 Belavia в аэропорту Брест
- Обслуживание Boeing 737-800 в аэропорту Брест
- Boeing 737 в аэропорту Брест
- Взлёт самолёта Boeing 737-800 авиакомпании Belavia в аэропорту Брест, стоит легкомоторный Cirrus SR22
- Тренировочный полёт над аэропортом Брест